# Stefan Maximilian Brenner
Stefan Maximilian Brenner (* 1978 in München) ist ein promovierter, deutscher Historiker und Oberstleutnant an der Offizierschule des Heeres der Bundeswehr in Dresden. Er publiziert zu militärhistorischen Themen, insbesondere zur Geschichte der NATO im Kalten Krieg und zu heißen Kriegen im Kalten Krieg.

## Werdegang

### Militärischer Werdegang
Brenner trat in den 1998 in die Bundeswehr ein und absolvierte zwischen 1999 und 2002 seine Ausbildung zum Offizier der Feldjägertruppe und Verwendung im Feldjägerbataillon 750. 2002 bis 2006 studierte er Geschichte und Sozialwissenschaften an der Helmut-Schmidt-Universität/Universität der Bundeswehr Hamburg in Hamburg. Zwischen 2006 und 2008 versah er Truppendienst im Feldjägerbataillon 252 in Hilden und absolvierte währenddessen einen KFOR-Einsatz im Stab der Multinationalen Brigade Süd (MNTF S) in Prizren/Kosovo. Zwischen 2008 und 2010 wurde er als Kompaniechef im Feldjägerbataillon 350 in Berlin eingesetzt und absolvierte währenddessen einen weiteren Einsatz KFOR als Kompaniechef der Feldjägereinsatzkompanie in der Multi National Task Force South in Prizren/Kosovo.

### Wissenschaftlicher Werdegang
2010 wechselte Brenner als Wissenschaftlicher Mitarbeiter im Forschungsbereich Militärgeschichte der Bundesrepublik Deutschland im Bündnis am Militärgeschichtlichen Forschungsamt, Potsdam, wo er bis 2012 blieb. 2013 bis 2016 war er Wissenschaftlicher Mitarbeiter im Forschungsbereich Deutsche Militärgeschichte seit 1945 am Zentrum für Militärgeschichte und Sozialwissenschaften der Bundeswehr (ZMSBw) und ist seit 2016 Wissenschaftlicher Mitarbeiter in der Abteilung Einsatz im Bereich Geschichte der Einsatzarmee Bundeswehr ebendort. 2017 bis 2019 war er Leiter des Projektbereichs Anfragen der Abteilung Bildung und Beauftragter für bilaterale Maßnahmen am ZMSBw und von 2019 bis 2020 war er Wissenschaftlicher Mitarbeiter in der Ansprechstelle für militärhistorischen Rat am Zentrum für Militärgeschichte und Sozialwissenschaften der Bundeswehr, Potsdam. Seit 2020 ist er Dozent für Militärgeschichte an der Offizierschule des Heeres in Dresden.

## Werke
- Sowjetische Besetzung in Afghanistans? Mit Grafiken und Karten von Frank Schemmerling. Potsdam: Zentrum für Militärgeschichte und Sozialwissenschaften der Bundeswehr 2024.
- Ethnien in Afghanistan. Mit Grafiken und Karten von Bernd Nogli. Potsdam: Zentrum für Militärgeschichte und Sozialwissenschaften der Bundeswehr 2024.
- Die NATO und Finnland. Potsdam: Zentrum für Militärgeschichte und Sozialwissenschaften der Bundeswehr 2024.
- zusammen mit Erwin Anton Schmidl: Zypern. Paderborn: Brill Schöningh 2021 (Wegweiser zur Geschichte).
- Die NATO im griechisch-türkischen Konflikt 1954 bis 1989. München 2017 (Entstehung und Probleme des Atlantischen Bündnisses 11).